# Renault Kiger

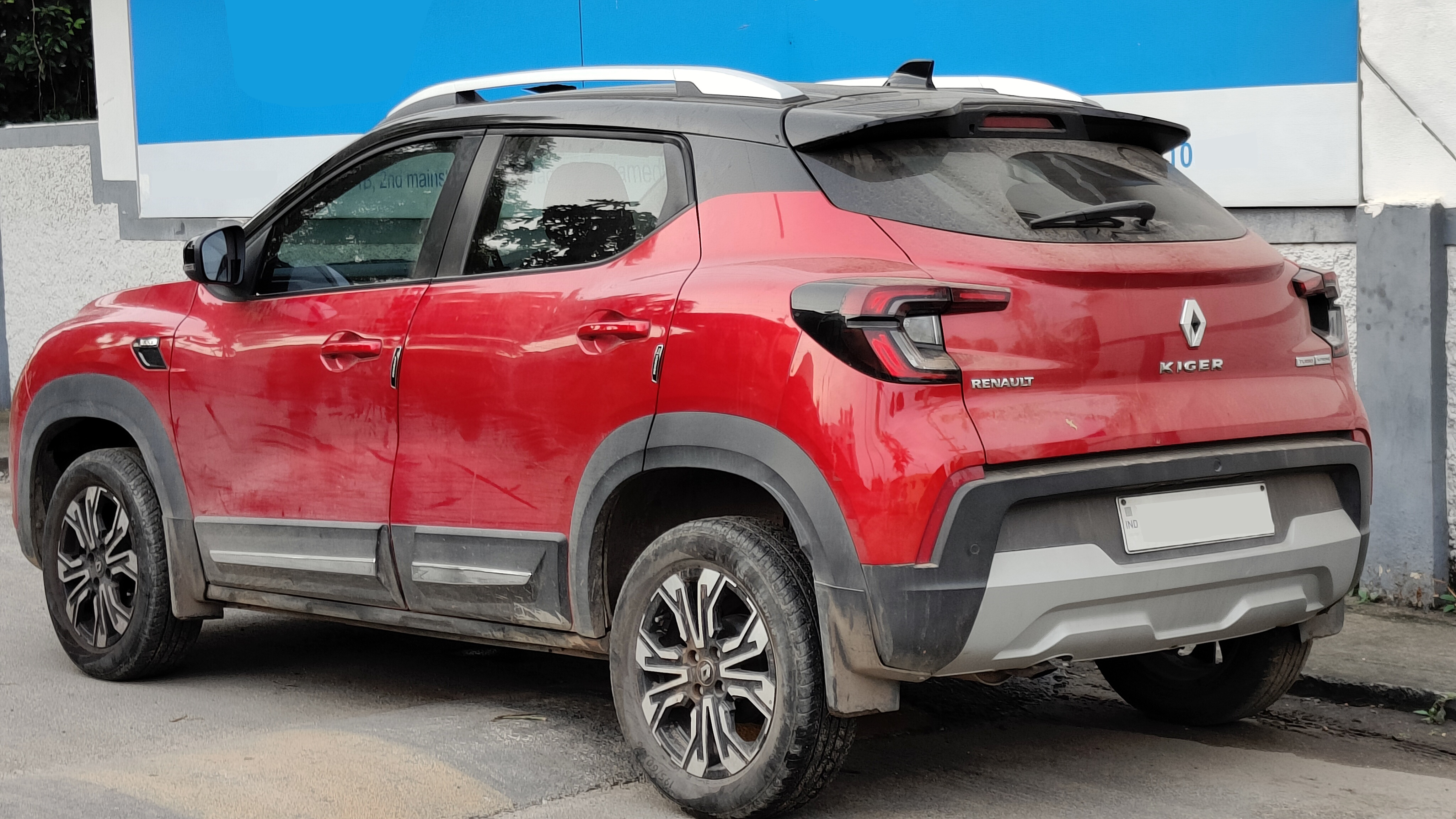
Heckansicht

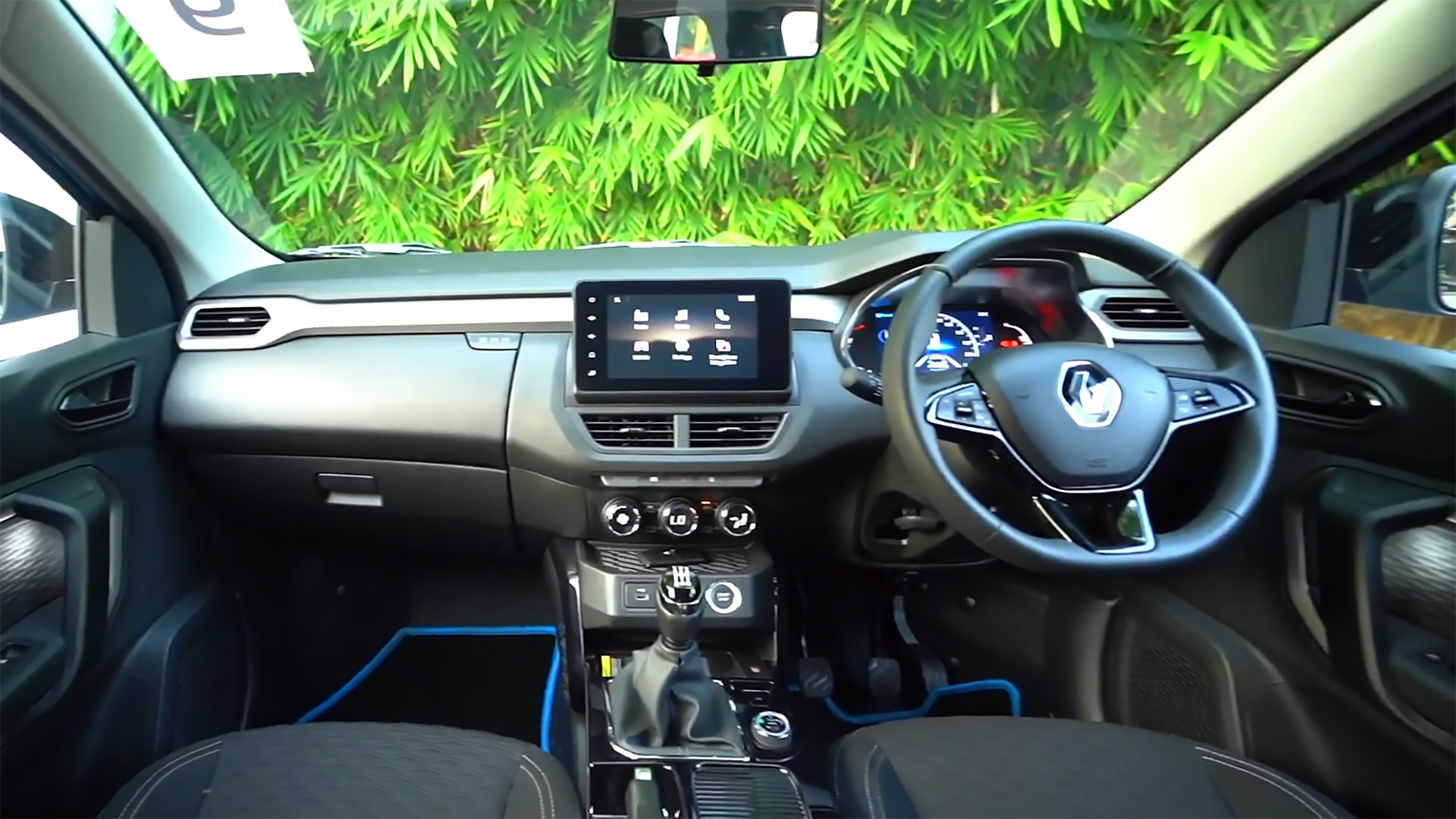
Innenansicht

Der Renault Kiger ist ein Sport Utility Vehicle des französischen Automobilherstellers Renault, das in Indien und Indonesien vermarktet wird und zwischen Renault Kwid und Renault Duster positioniert ist.

## Geschichte
Vorgestellt wurde zunächst das Konzeptfahrzeug Kiger Concept am 18. November 2020. Nach Aussagen des Herstellers werden 80 Prozent des Designs am Serienmodell verwendet, das am 28. Januar 2021 vorgestellt wurde. Marktstart in Indien war am 15. Februar 2021. Dort stehen vier Ausstattungsvarianten zur Auswahl. Seit Ende August 2021 wird die Baureihe auch in Indonesien angeboten.
Produziert wird der Wagen gemeinsam mit dem Nissan Magnite, mit dem er sich auch die Plattform teilt, im indischen Chennai. Auf dem indischen Markt erhalten beide SUVs Steuervergünstigungen, da sie knapp unter vier Meter lang sind. Als Wettbewerber gelten unter anderem der Honda WR-V, der Kia Sonet oder der Tata Nexon.

## Technische Daten
Angetrieben wird der Kiger wie der Magnite von einem Einliter-Ottomotor. Die stärkere Variante hat einen Turbolader und ist gegen Aufpreis auch mit einem stufenlosem Getriebe erhältlich.
|                                             | 1.0                   | 1.0 Turbo                               |
| Bauzeitraum                                 | seit 02/2021          | seit 02/2021                            |
| Motorkenndaten                              |                       |                                         |
| Motortyp                                    | R3-Ottomotor          | R3-Ottomotor                            |
| Motoraufladung                              | —                     | Turbolader                              |
| Hubraum                                     | 999 cm³               | 999 cm³                                 |
| max. Leistung bei min−1                     | 53 kW (72 PS) / 6250  | 74 kW (100 PS) / 5000                   |
| max. Drehmoment bei min−1                   | 96 Nm / 3500          | 160 Nm / 2800–3600 (152 Nm / 2200–4400) |
| Kraftübertragung                            |                       |                                         |
| Antrieb                                     | Vorderradantrieb      | Vorderradantrieb                        |
| Getriebe, serienmäßig                       | 5-Gang-Schaltgetriebe | 5-Gang-Schaltgetriebe                   |
| Getriebe, optional                          | —                     | (Stufenloses Getriebe)                  |
| Messwerte                                   |                       |                                         |
| Höchstgeschwindigkeit                       | k. A.                 | k. A.                                   |
| Beschleunigung, 0–100 km/h                  | k. A.                 | k. A.                                   |
| Kraftstoffverbrauch auf 100 km (kombiniert) | k. A.                 | k. A.                                   |
| Leergewicht                                 | k. A.                 | k. A.                                   |
| Tankinhalt                                  | 40 l                  | 40 l                                    |

Werte in runden Klammern gelten für Modelle mit optionalem Getriebe